# Celaena lancea
Celaena lancea là một loài bướm đêm trong họ Noctuidae.